# 煙詰
煙詰（けむりづめ）は初期状態で全ての駒を盤上に配置し必要最低限の枚数で詰め上がる詰将棋の総称である。盤上に配置された駒が煙のように消え失せて最後の詰み上がりとなることからこの名称で呼ばれる。

## 定義
狭義には、盤上に攻方の玉以外の39枚の駒を配置し玉を含めて3枚の駒で詰める物を指す。
広義には、特定の駒（小駒のみ・歩以外の駒のみなど）を全て配置し、最低限の駒（通常は3枚だが、中央のますで詰める場合には4枚）で詰めるものを指す。また、盤上に39枚より少ない駒が配置され、詰め上がりが玉を含めて3枚となる詰将棋をミニ煙と呼ぶ。
主な物としては以下のようなものがある。
小駒煙
飛車・角行以外の35枚を配置する。
歩なし煙
歩以外の21枚の駒を配置する。
貧乏煙
金将、銀将以外の31枚を配置する。
双玉煙
攻め方の玉も追加して40枚の駒を配置する。
都煙
4枚の駒を残して中央（5五）のますで詰め上げる。
通常は玉と攻め駒3枚であるが、玉方に逃げ道をふさぐ駒が1枚あり、攻め方の駒は2枚という作品もある。
小駒都煙の場合は、詰め上がりの枚数は5枚となっている（4枚の詰め上がりの局面は存在するが、詰将棋のルールに基づく手順でそのような詰め上がりの局面に達することができず、手順を逆算できないため。）。外周以外の詰めるのに3枚の駒が必要な位置で小駒3枚で詰める問題は存在する。

## 歴史
煙詰を初めて発表したのは、江戸時代の将棋指しである初代伊藤看寿であり、1755年（宝暦5年）に幕府に献上した作品集『将棋図巧』に収録されている。
看寿が煙詰を考案するきっかけは不明であるが、三代伊藤宗看（『将棋無双』14番 27枚から4枚）や久留島喜内（『将棋妙案』99番 28枚から3枚）らは看寿に先駆けて盤面に20枚以上の駒を配置して3-4枚の駒で詰めあがる問題を発表している。
看寿の発表後、煙詰の創作を試みた人は何人もいたがいずれも失敗に終わり、創作は不可能ではないかとも言われていた。
1954年に黒川一郎によって『落花』が発表される。これが史上2作目の煙詰である。その後、多くの人が作品を発表し現在に至っている。

### 広義の煙詰の誕生
煙詰の黎明期に何問もの作品を発表した田中鵬看は、玉も加え40枚の駒を配置した作品を3作1960年代に発表している。『宇宙』『地影』『人生』と名づけられたこの3作が最初の双玉煙である。
その田中は「小駒だけでは玉を捕らえられない」と予測していたが、1963年に黒川一郎が『嫦娥』を発表してこの予想を覆した。この作品が初の小駒煙である。翌1964年、山田修司は、歩なし煙『織女』と貧乏煙（最初に金銀以外の31枚を配置する）『牽牛』を発表した。初形が39枚でない主な煙詰はこの時点で一通り出揃ったといえる。
駒が4枚残る都煙は1967年に駒場和男によって発表された。『夕霧』『かぐや姫』『父帰る』と名づけられた三部作は、発表された当初煙詰として認めるべきか議論が起こったが、現在は煙詰の一分野として認められている。

## 手数
手数で見ると煙詰は長編の詰将棋に属し、その多くが詰みまでに100手以上かかる。

### 最長手数と最短手数
煙詰は、詰みまでに不要な駒を全て消さなければならないが、駒が消えるのは玉方が駒を取ったときのみ（攻め方が取った駒は持ち駒として残る）なので、理論上の最小手数は 36枚*2手+1手=73手 であり、通常の煙詰ではこれ未満の数値はありえない。
田中至は85手の作品を発表したときに実際の最短手数は80手を切らないのではと予想したが、1997年に79手の『伏龍』（新ヶ江幸弘作）が発表されこの予想は覆されている。2003年に『伏龍』の作者自身による改作（75手）が発表されてその記録を更新した。2015年には理論上の最短手数である73手の『来たるべきもの』（岡村孝雄作）が発表された。
最長手数の煙詰は、1983年に発表された『妖精』（183→191手・添川公司作）が20年以上の長い間その地位を保ってきた。この作品は「馬鋸」と呼ばれる趣向を利用し、盤面の駒の数を減らすことなく手数を増やすことに成功している。
2004年になって、200手を超える作品が続けて発表され最長手数記録を更新した。『いばらの森』（221手・馬詰恒司作）・『妖精2』（235手・添川公司作）の2作品は『妖精』でも使用されていた「馬鋸」の手順を複雑化することにより手数を伸ばすことに成功した。2010年に239手の作品（近藤真一作）が発表されている。2012年には添川によって、妖精2の改案（247手）が発表された。
1983年以前の最長手数については不明である。『詰将棋パラダイス』1978年11月号に発表された『彷徨』（143手・大村光良作）は当時の最長手数であり、『金鳥』（141手・黒川一郎作）の記録を15年ぶりに更新したとされているが、この2作品は現在不完全作とされている。『地獄変』（133手・若島正作）・『長城』（151手・森田拓也作）・『彩雲』（155手・新ヶ江幸弘作）はいずれも初出は『妖精』より前だが、完全作に修正されたのは2000年以降である。
双玉煙の最長手数は、1962年の『人生』（119手・田中鵬看作）の後『帰去来』（1984年・123手・添川公司作）・無題（2017年・135手・吉田京平作）・『Whitesnake』（2019年・147手・kisy作）がその位置にいた。2022年に『木霊』（149手・添川公司作）が発表されている。最短手数は1962年の『地影』（105手・田中鵬看作）が60年以上その地位にあった。2024年に馬屋原剛が87手詰を発表し記録を更新した。双玉煙の理論上の最短手数は75手である。

## 趣向

### 初形配置
初形に配置する駒の数を変えるものは、使用する駒によって「双玉煙」「小駒煙」「貧乏煙」「歩なし煙」など煙詰のサブジャンルとして確立している。
駒の種類以外の初形趣向の代表的なものとしては「無防備玉」がある。盤面に玉方の駒が玉自身しかないもので、一般の詰将棋用語として確立している。煙詰でも条件は同じであるが、煙詰の開始時には玉方に持駒がないこともあり早詰の危険性が高くなる。代表的な作品に1号局の『三十六人斬り』（駒場和男作）、双玉の『帰去来』（添川公司作）、平成元年の看寿賞を受賞した作品（無題・橋本孝治作）、都詰の『星の降る夜』（馬詰恒司作）などがある。馬詰恒司は最初に発表した4題がすべて（前記作品の原図を含む）無防備煙であったため、「無防備煙詰を追求し続ける男」と呼ばれたことがある。
目立ちにくい趣向として「と以外の小駒成駒なし」がある。銀・桂馬・香車の成駒は「成銀」「成桂」「成香」と表記されるため字面が悪いなどの事情がある。3種類の成駒の表記法から「全圭杏なし」と呼ばれることもある。1号局は伊藤看寿の作品であるが、初期には条件を満たす作品は少ない。特にこの条件に「自陣にとの配置なし」という条件を加えると相当厳しい条件となる。難条件であるが他の趣向があると触れられないケースもある。逆にこの趣向を主張した作品としては『稲村ケ崎』（柳田明作）がある。この作品では「と以外の成駒」が使用されておらず、との枚数も4枚に抑えられている。

### 合駒
煙詰も詰将棋であるので、玉方は王手を防ぐために持ち駒を使用できる。この場合、発生した合駒も詰め上がりまでに消さなくてはならない。多くの作品では、合駒は登場しないか登場しても歩のみである。
合駒で有名な作品には、5種6回の合駒を含む『地獄変』（若島正作）や飛車の中合が登場する『春時雨』（浦野真彦作）などがある。
7種類の駒全てが合駒として登場する作品も何作か発表されている。1号局であり順列7種合の『虹色の扉』（藤本和作）や還元玉で看寿賞を受賞した『大航海』（添川公司作）などがある。2023年には斎藤慎太郎が発表した『リレー』 が話題となる。

## その他
伊藤たかみの小説『八月の路上に捨てる』には、登場人物が煙詰について語るシーンがある。手が進むたびに駒がなくなっていく煙詰に、味方が少なくなっていく自分を重ね合わせている。
『新・必殺仕置人』第5話「王手無用」では、将棋を巡るトラブルへの復讐話を煙詰になぞらえ、4人の犯人が1人ずつ消されていく。最後の1人（気性の荒い貧乏旗本）は、煙詰の詰将棋にのめり込みながら仕置きされる。なお、伊藤宗看役で棋士の伊藤果（当時は四段）がゲスト出演しており、本作では煙詰は伊藤宗看が考案し、弟が完成させた、と説明されている。
NHKの『銀河テレビ小説』の『煙が目にしみる』では、冒頭のタイトルに伊藤看寿作の煙詰が使用され、回毎に数手ずつ進み、最終回に詰み上がるという趣向がなされた。青野照市は七段の頃、この盤面にて駒を指す役を演じた。
脚本家の太田守信は、看寿の煙詰をモチーフにした演劇『将棋図巧・煙詰-そして誰もいなくなった-』を2021年に発表した。太田が手掛けている「詰将棋擬人化作品」の1つであり、タイトルにあるようにアガサ・クリスティの『そして誰もいなくなった』の要素も取り込まれている。